# Das Gastmahl des Trimalchio
Das Gastmahl des Trimalchio (lateinisch Cena Trimalchionis) ist die längste erhaltene und die bekannteste Episode aus dem fragmentarisch überlieferten Roman Satyricon des Petronius Arbiter.

## Entstehung
Datiert wird die Entstehung üblicherweise auf die neronische Zeit zwischen 60 und 65 n. Chr., häufig wird 64 oder 65 n. Chr. genannt, auch wenn einzelne Forscher eine Entstehung durch einen anderen Autor am Ende des 2. oder im 3. Jahrhundert angenommen haben.

## Wiederentdeckung
Nachdem die Cena Trimalchionis schon um 1645 in der Bibliothek des Niccolò Cippico in Trogir (Trau, Dalmatien) wiederentdeckt worden war, erfolgte die Erstveröffentlichung 1664 in Padua. Die Echtheit des Fragments war zunächst heiß umstritten, wobei die bedeutendsten Gelehrten der Zeit (darunter Reinesius, Scheffer, Adrien Valois, Johann Christoph Wagenseil, Tilebom, Giovanni Lucio, Lotichius und viele andere) sich teils für, teils gegen die Echtheit aussprachen.
Die Echtheit ergab sich schließlich aus Zitaten bei John of Salisbury sowie einem Eintrag, der die Niederschrift in etwa auf das Jahr 1423 festlegte. Zu diesem Zeitpunkt hatte Poggio Bracciolini auf der Suche nach antiken Autoren u. a. auch einen Petrontext entdeckt.
Umstritten ist der ursprüngliche Fundort der Cena (England oder Köln?) sowie die ursprüngliche Bucheinteilung.

## Inhalt
Der Inhalt umfasst nach heutiger Zählung die Kapitel 26.7 bis 79 des Satyricon.
Die Protagonisten des Romans, Encolpius sowie seine Gefährten Ascyltos und Giton, werden von einem Bekannten, Agamemnon, zu einem Gastmahl mitgenommen, das von Trimalchio, einem ehemaligen Sklaven, also einem Freigelassenen (lateinisch libertus) und neureichen Emporkömmling aus Süditalien, ausgerichtet wird. Trimalchio versucht, seine Gäste mit außergewöhnlichen Speisen, wertvollem Besitz, etwa Geschirr aus teurem Corinthium aes, und Darbietungen sowie mit seiner eigenen Belesenheit zu beeindrucken – er offenbart dadurch nur allzu deutlich seine Geschmacklosigkeit und Halbbildung. Besonders abstoßend (und gleichzeitig belustigend) wirkt die Inszenierung seiner eigenen Beerdigung gegen Ende des Gastmahls.
Sprachgeschichtlich sind besonders die Gespräche der Freigelassenen unter Trimalchios Freunden von Interesse, stellen sie doch die einzige literarische Präsentation des Vulgärlateins dar.

## Kritik
Eine deutschsprachige Ausgabe, die 2006 im Insel Verlag erschien, wurde folgendermaßen angekündigt: „Eine Bande von Mitessern und Schmarotzern versammelt sich um den zu irrwitzigem Reichtum gelangten, freigelassenen Sklaven Trimalchio. An seiner Tafel öffnet eine Cloaca maxima ihre Schleusen: ein vulgärlateinischer Strom von Volks- und Gossensprache, artikulierend eine Welt ohne Götter, eine Zivilisation, die alle menschlichen Verhältnisse relativiert.“ Durs Grünbein schrieb in seinem Nachwort zu dieser Ausgabe, die Lektüre sei ihm als Jugendlichem „im Unbewußten explodiert“; der Text sei „alt und doch merkwürdig frisch, seltsam geil auch, geradezu hyperaktiv“.

## Medien
Das Gastmahl des Trimalchio wurde 1969 von Federico Fellini im Film Satyricon szenisch dargestellt.
Auch das einsprachig lateinische Textadventure Encolpius – cenam Trimalchionis petit, erschienen 2020 für iOS, basiert auf Petrons Satyricon und erzählt unter anderem von der Cena.

## Ausgaben und Übersetzungen
- Titus Petronius Arbiter: Gastmahl des Trimalchio. Nach W. Heinses Übersetzung mit Einleitung und Erläuterungen herausgegeben von Friedrich Spiro. Leipzig 1927.
- Martin S. Smith (Hrsg.): Petronii Arbitri Cena Trimalchionis. Oxford 1975.
- Jan Öberg (Hrsg.): Cena Trimalchionis. Stockholm 1999.
- Titus Petronius Arbiter: Das Gastmahl des Trimalchio. Lateinisch-deutsch, herausgegeben und übersetzt von Wilhelm Ehlers und Konrad Müller. Düsseldorf [und andere] 2002.
- Titus Petronius Arbiter: Satyrica. Lateinisch, ausgewählt und herausgegeben von Reinhard Pohlke. Stuttgart 2012.
- Titus Petronius Arbiter: Cena Trimalchionis, Das Gastmahl des Trimalchio. herausgegeben und übersetzt von Karl-Wilhelm Weeber, Reclam, Stuttgart 2016, ISBN 978-3-15-019385-3.